# A Girl Called Dusty
A Girl Called Dusty è il primo album in studio della cantante britannica Dusty Springfield, pubblicato nel 1964 dalla Philips Records.

## Tracce
Side A
1. Mama Said (Luther Dixon, Willie Denson)
2. You Don't Own Me (John Medora, David White)
3. Do Re Mi (Forget About the Do and Think About Me) (Earl King)
4. When the Lovelight Starts Shining Through His Eyes (Holland-Dozier-Holland)
5. My Coloring Book (Fred Ebb, John Kander)
6. Mockingbird (Inez & Charlie Foxx)

Side B
1. Twenty Four Hours from Tulsa (Burt Bacharach, Hal David)
2. Nothing (Frank Augustus, Bob Elgin, Clarence Lewis Jr.)
3. Anyone Who Had a Heart (Burt Bacharach, Hal David)
4. Will You Love Me Tomorrow (Gerry Goffin, Carole King)
5. Wishin' and Hopin' (Burt Bacharach, Hal David)
6. Don't You Know (Ray Charles)